# Замістя (Бердянський район)
Замістя — село в Україні, у Чернігівській селищній громаді Бердянського району Запорізької області. Населення становить 376 осіб (1 січня 2015). До 2016 орган місцевого самоврядування — Богданівська сільська рада.

## Географія
Село Замістя знаходиться на лівому березі річки Юшанли, вище за течією на відстані 1,5 км розташоване село Бойове, нижче за течією на відстані 5 км розташоване село Калинівка. Селом проходить автомобільна дорога Н30 Кам'янка-Дніпровська — Бердянськ.

## Історія
1862 — дата заснування як села Комишуваха.
7 (20) листопада 1917 року, відповідно до Третього Універсалу Української Центральної Ради, увійшло до складу Української Народної Республіки.
В селі — загальноосвітня школа I–II ступенів, кафе, шляхова ремонтна дільниця, паливний склад.
12 червня 2020 року, відповідно до Розпорядження Кабінету Міністрів України від  № 713-р «Про визначення адміністративних центрів та затвердження територій територіальних громад Запорізької області», увійшло до складу Чернігівської селищної громади.
17 липня 2020 року після ліквідації Чернігівського району село увійшло до Бердянського району.
Село тимчасово окуповане російськими військами 24 лютого 2022 року.

## Населення

### Мова
| українська мова | російська |
| --------------- | --------- |
| 90.65%          | 9.35%     |